# I. e. 16
Évszázadok: i. e. 2. század – i. e. 1. század – 1. század
Évtizedek: i. e. 60-as évek – i. e. 50-es évek – i. e. 40-es évek – i. e. 30-as évek – i. e. 20-as évek – i. e. 10-es évek – i. e. 1-es évek – 1-es évek – 10-es évek – 20-as évek – 30-as évek
Évek: i. e. 21 – i. e. 20 – i. e. 19 – i. e. 18 –  i. e. 17 – i. e. 16 – i. e. 15 – i. e. 14 – i. e. 13 – i. e. 12 – i. e. 11

## Események

### Római Birodalom
- Lucius Domitius Ahenobarbust és Publius Cornelius Scipiót választják consulnak.
- A germán szikamberek törzse betör Galliába és súlyos vereséget mér a Marcus Lollius helytartó vezette római csapatokra. Az V. légió majdnem megsemmisül és elveszti a hadijelvényét.
- Augustus császár Galliába érkezik és a provinciában marad i. e. 13-ig. Megalapítja Augusta Treverorumot (ma Trier).
- A pannonok és a noricumi kelták közösen betörnek Histriába. Publius Silius Nerva illyricumi proconsul visszaveri őket, majd annektálja Noricumot.
- Tiberius és testvére, Drusus hadjáratot indítanak az alpesi gallok ellen, amely i.e. 13-ig tart és annektálják Raetiát.

## Születések
- Cnaeus Domitius Afer, római szónok

## Halálozások
- Aemilius Macer, római költő

## Fordítás
- Ez a szócikk részben vagy egészben  a(z)   16 av. J.-C. című francia Wikipédia-szócikk ezen változatának fordításán alapul.  Az eredeti cikk szerkesztőit annak laptörténete sorolja fel. Ez a jelzés csupán a megfogalmazás eredetét és a szerzői jogokat jelzi, nem szolgál a cikkben szereplő információk forrásmegjelöléseként.